# Захсенхаузен
Захсенхаузен (на немски: Sachsenhausen) е германски концентрационен лагер, създаден от нацистите край град Ораниенбург, провинция Бранденбург, Германия.
Използван е основно за политически затворници в периода от 1936 г. до края на войната през май 1945 г.
След Втората световна война лагерът е в съветската окупационна зона и е използван от НКВД със същата цел под името Специален лагер номер 7. В масови гробове край него след Обединението на Германия през 1990 – та година са открити телата на 12500 души, загинали при съветското използване на лагера – предимно деца, юноши и старци. По други сведения около 60 000 души са били затворени между 1945 и 1950 г., включително бивши служители на СС, политически нежелани личности и тези, осъдени от съветските военни трибунали, от които повече от 12 000 са починали от недохранване и болести.
Оцелелите сгради са превърнати в музей.

## Известни затворници
- Яков Джугашвили (1907 – 1943)
- Степан Бандера (1909 – 1959)